# Błąd 5 sekund
Ten artykuł opisuje zagadnienie koszykarskie zgodne z normami FIBA.
Zasady w ligach NBA, NCAA lub innych mogą różnić się od tutaj przedstawionych.
Błąd 5 sekund – w koszykówce:
- w ciągu 5 s od gwizdka sędziego należy wprowadzić piłkę do gry (wyrzut z autu),
- jeżeli zawodnik dokładnie kryty trzymający piłkę przez 5 s nie podaje, nie rzuca i nie kozłuje piłki, uważa się ją za przetrzymaną, a piłkę otrzymuje przeciwnik
- w ciągu 5 s należy wykonać rzut wolny podyktowany przez sędziego:

1. jeżeli nie jest to ostatni rzut, to zawodnik traci możliwość wykonania tego rzutu, a jeśli wykonał go po czasie, to dodatkowo zostaje unieważniony
2. jeśli jest to ostatni rzut, zostaje on unieważniony, a piłkę do wybicia z autu otrzymuje przeciwnik

- w ciągu 5 s należy rozpocząć kozłowanie kiedy otrzyma się piłkę, w przeciwnym wypadku odgwizdywany jest błąd i piłkę dostaje przeciwnik.

Sędzia pokazuje ten błąd poprzez ukazanie 5 palców.